# تپه اوزم لر باغی
تپه اوزم لر باغی مربوط به دوران‌های تاریخی پس از اسلام است و در استان قزوین، شهرستان البرز، روستای کمال‌آباد واقع شده و این اثر در تاریخ ۱۷ اسفند ۱۳۸۱ با شمارهٔ ثبت ۷۶۸۹ به‌عنوان یکی از آثار ملی ایران به ثبت رسیده است.